# 마이다시큐다이뵤인마에역
마이다시큐다이뵤인마에역(일본어: 馬出九大病院前駅)은 일본 후쿠오카현 후쿠오카시 히가시구 마이다시 2초메에 소재하는 후쿠오카 시 교통국 지하철 하코자키 선의 역이다. 지하철 역명은 총 16문자로 일본에서 가장 길다. 또한, 이미즈 시 신미나토초사마에 역이 니시신미나토 역으로 개명되면서 한자만으로 구성된 최장의 역명이다. 역 직원이 개찰구에서 승객의 모든 것에 대하여 인사의 여행을 열고 있다. 역 번호는 H04이다.
역의 심벌 마크는 역명의 "병원"을 딴 평화와 간호를 의미하는 비둘기이다.
규슈 대학 의학부, 치학부, 약학부 및 규슈 대학 병원의 근처역이다. 또한, 후쿠오카 현청은 인근의 지요켄초구치 역보다 본 역에서 더 가깝다.

## 역사
- 1984년 4월 27일: 2호선(현, 하코자키 선)의 고후쿠마치 ~ 당역 간 연장 개통에 따라 영업 개시.
- 1986년 1월 31일: 하코자키큐다이마에 역까지 연장 개통하면서 중간역이 됨.

## 역 구조
지하 2층에 섬식 승강장 1면 2선의 지하역이다. 2015년 현재 당역을 시・종점으로 한 정기 열차는 없지만 사고나 태풍을 비롯한 재해를 대비하여 당역부터 가이즈카 역까지 운행이 중지된 경우에는 당역 정차 열차가 운행하는 경우가 있다.

### 승강장
| 1 | ■ 하코자키 선 | 가이즈카 방면 (니시테쓰신구 방면은 가이즈카에서 환승) |
| 2 | ■ 하코자키 선 | 나카스카와바타・덴진・니시진・메이노하마 방면         |

## 이용 상황
2015년도의 1일 평균 승차 인원은 4,014명이다.
최근 1일 평균 승차 인원의 추이는 아래 표와 같다.
| 연도   | 1일 평균 승차 인원 |
| ------ | ------------------ |
| 2001년 | 4,011              |
| 2002년 | 4,004              |
| 2003년 | 3,973              |
| 2004년 | 3,891              |
| 2005년 | 3,764              |
| 2006년 | 3,893              |
| 2007년 | 3,967              |
| 2008년 | 4,057              |
| 2009년 | 4,141              |
| 2010년 | 4,201              |
| 2011년 | 4,372              |
| 2012년 | 4,606              |
| 2013년 | 4,958              |
| 2014년 | 5,299              |
| 2015년 | 5,694              |

## 역 주변
- 후쿠오카 현청
- 후쿠오카 현 경찰서 본부
- 하카타 세무서
- 하카타 메디컬 전문학교
- 규슈 대학(의학부, 치학부, 약학부, 부속 병원)
- 하카타 여중・고등학교
- 후쿠오카 시립 마이다시 초등학교
- 히가시 공원
- 요시즈카역 - JR 규슈 가고시마 본선・사사구리 선(후쿠호쿠유타카 선)
- 후쿠오카 시영 하마마쓰 주택
- 유메타운 하카타 (단, 경로가 복잡해서 지하철 이용은 권장하고 있지 않음)
- JR 큐슈 버스 "규대 병원・현청 앞"・"마이다시" 정류소
- 마이다시추오 상가
- 후쿠오카 시립 후쿠오카 중학교
- 야기 병원

## 사진

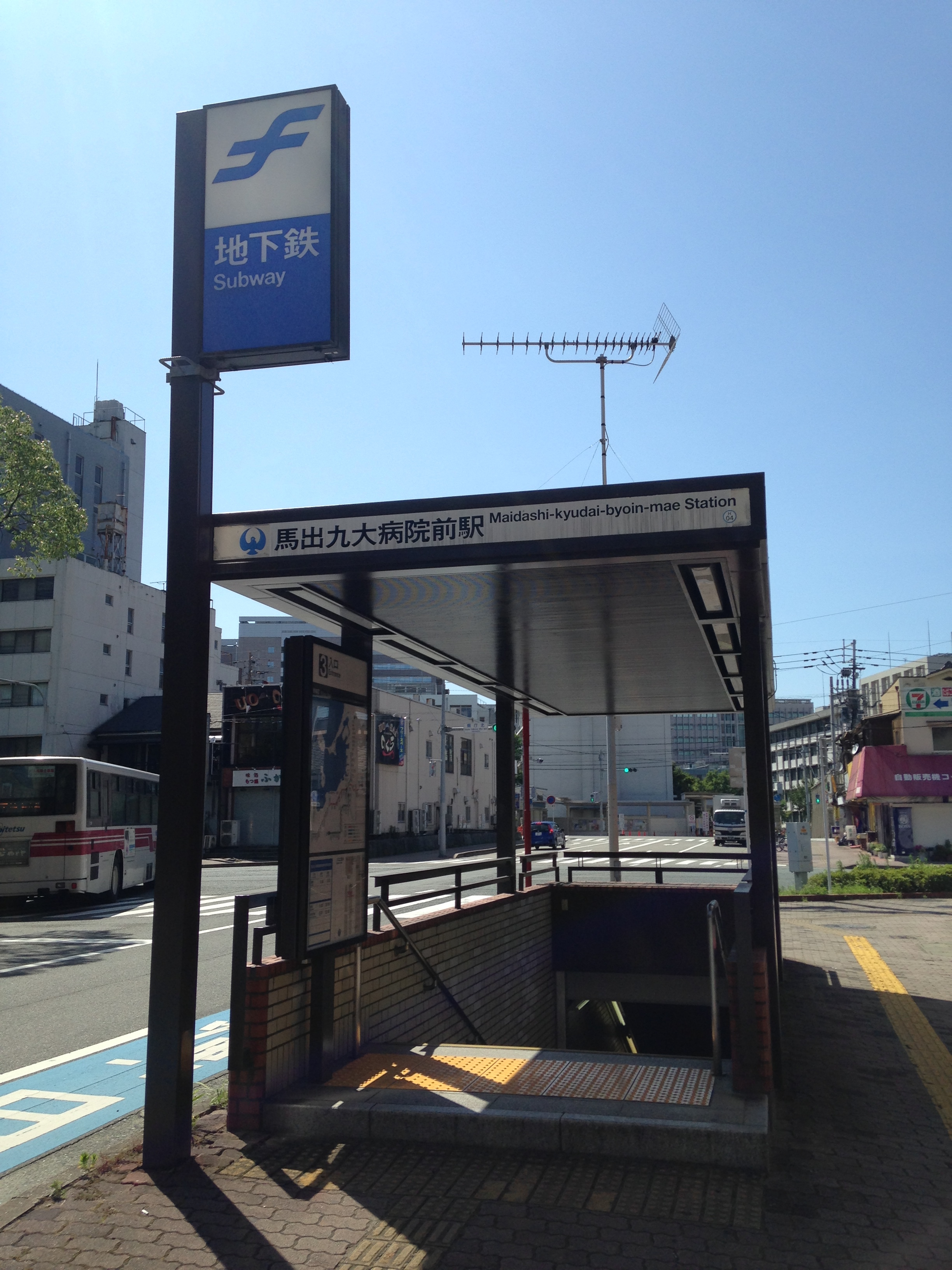
3번 출입구
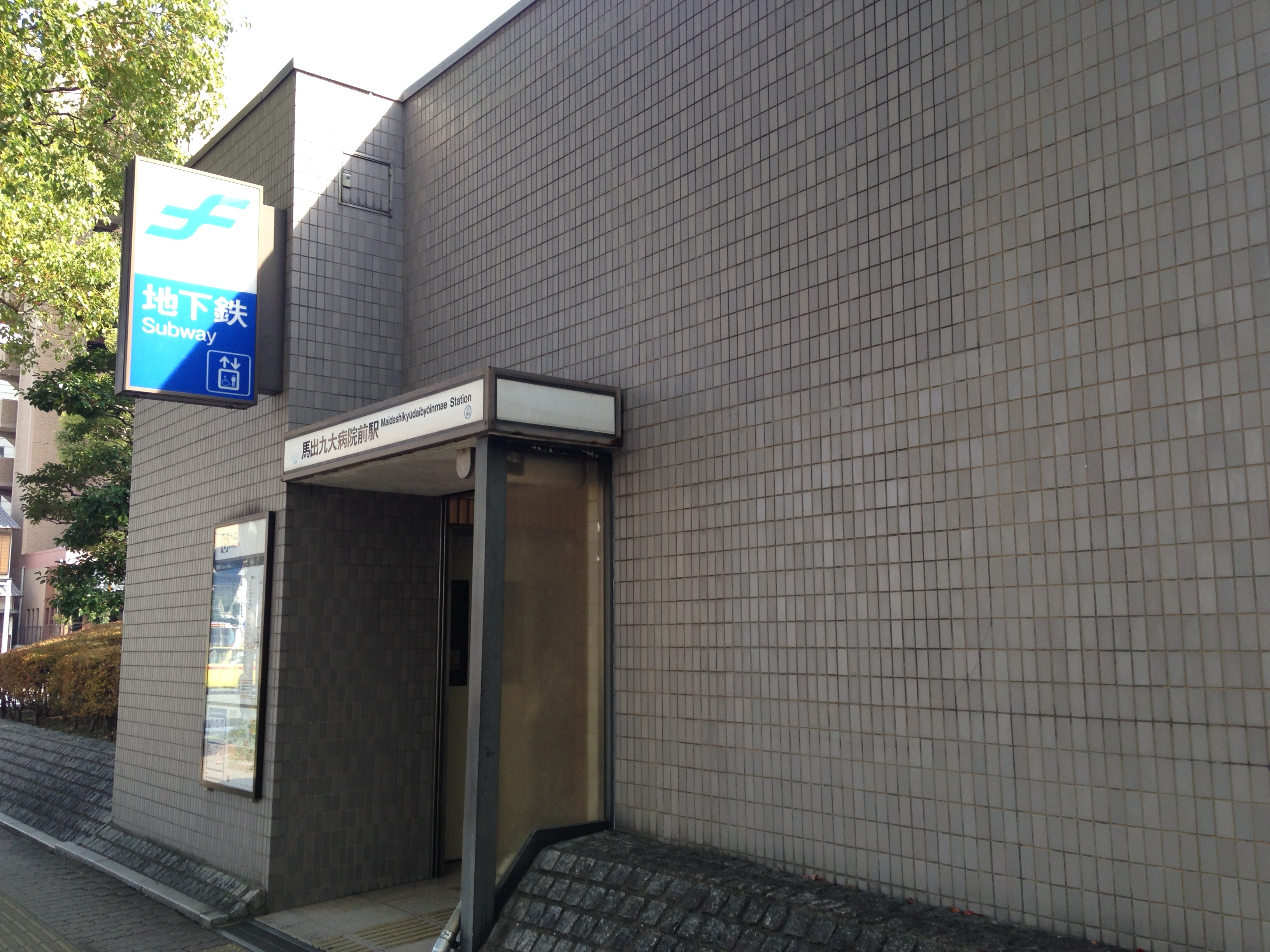
6번 출입구
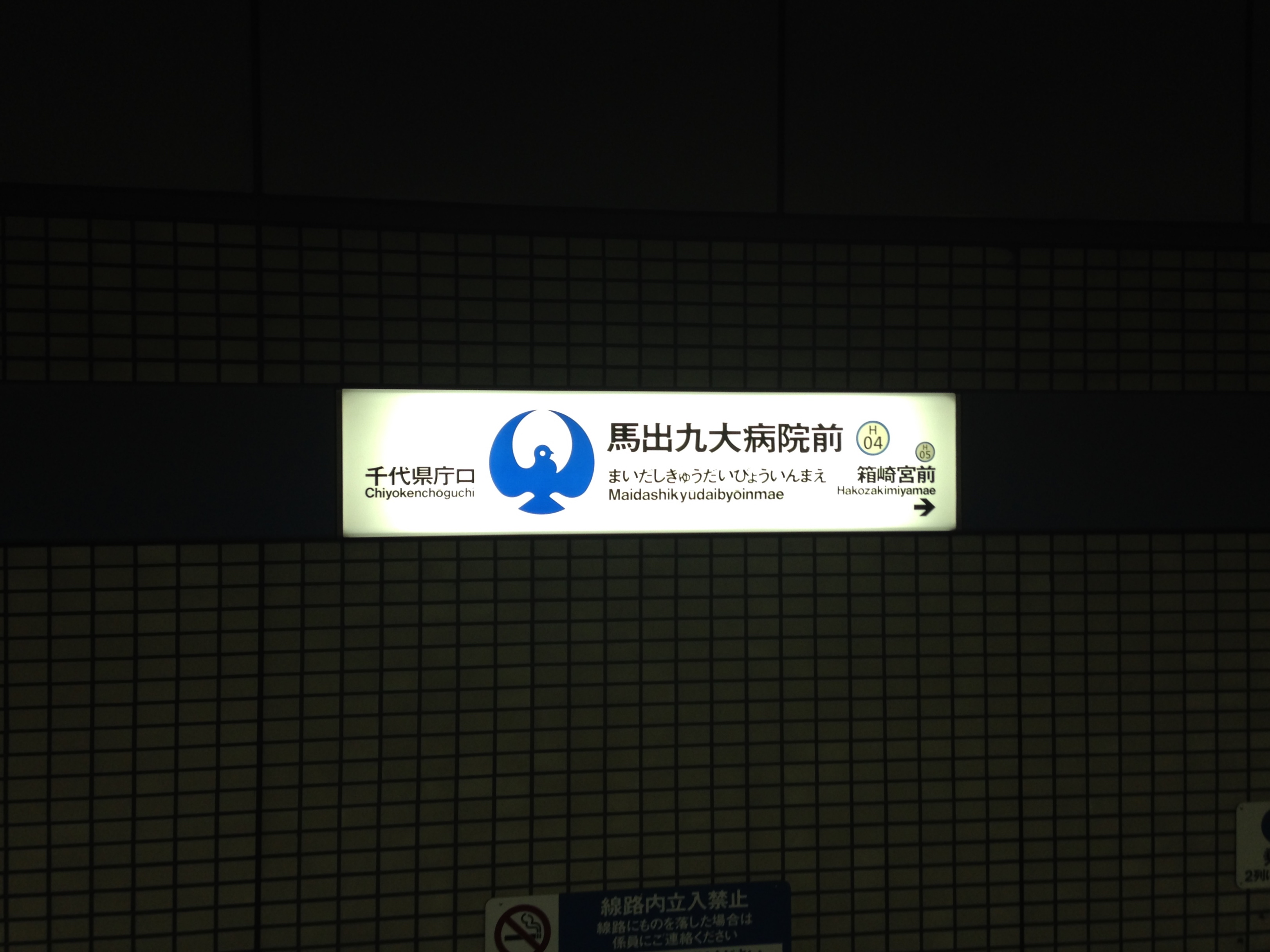
역명판

## 인접역
| 후쿠오카 시 지하철 ■ 하코자키 선     | 후쿠오카 시 지하철 ■ 하코자키 선 | 후쿠오카 시 지하철 ■ 하코자키 선   |
| ------------------------------------ | -------------------------------- | ---------------------------------- |
| H03 지요켄초구치 나카스카와바타 방면 |                                  | 하코자키미야마에 H05 가이즈카 방면 |